# 皇家西班牙人體育俱樂部
皇家西班牙人體育俱樂部是一家位於西班牙巴塞罗那的足球俱樂部，為西班牙甲組足球聯賽的球隊之一。

## 歷史
在1900年10月28日成立以來，西班牙人曾拿過十二屆省級聯賽冠軍，赢過四届西班牙國王盃冠軍；在歐洲賽，西班牙人曾兩次晋级欧洲联盟杯决赛。
2020年，西班牙人在西甲第36轮中0:2不敌埃瓦尔，队史第一次以倒数第一名降级。2020-21賽季，西班牙人以西乙冠軍之姿來季升級至西甲。　
在2023年，西班牙人再次從西甲降班，在來年的升班附加賽決賽，以2-1反勝皇家奧維多，回到西甲聯賽。

## 名稱由來
作為當時西班牙第一支由西班牙本國人組建的足球隊，故以「西班牙人」（Espanyol，「愛斯賓奴」為其音譯）命名。

## 擁有者
2015年，西班牙人被中国企业星辉娱乐收购50.1%股权。
到2016年，星輝娛樂基本实现全资控股，令西班牙人成爲首个由中国企业控股的欧洲五大联赛足球俱乐部。

## 對手
兩家同是來自巴塞罗那的球會巴塞羅那与皇家西班牙人体育俱乐部间的比赛，被稱為巴塞罗那德比。
由於球會規模所限，即使是與同市的頂級球會巴塞羅那比賽，其吸引性一直不如聯賽的其他著名對抗。

## 球场
從1997-98賽季到2008-09賽季，球隊主場暫時向巴塞隆納市政府租用為1992年巴塞罗那奥运所建立的主要體育場，孔帕尼斯奥林匹克体育场 (Estadi Olímpic Lluís Companys)，可容納 55,926 人。
在2009-10賽季，西班牙人遷入球隊耗資6000萬歐元，自2003年動土，可容納40,500人的科尔内拉-埃尔普拉特球场 (Estadi Cornellà-El Prat)。

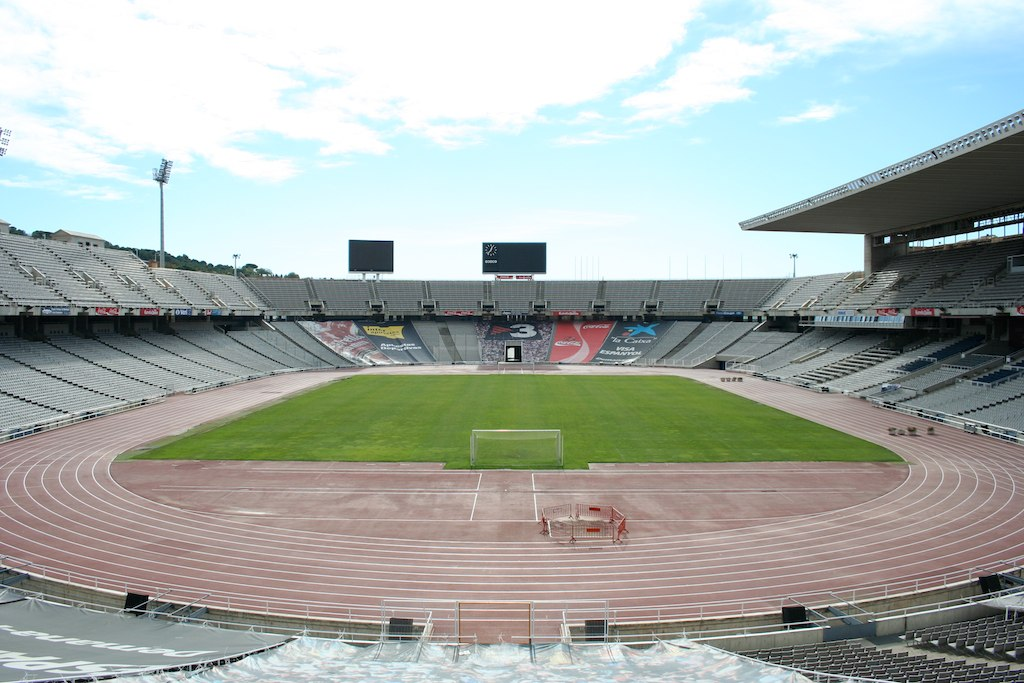
孔帕尼斯奥林匹克体育场
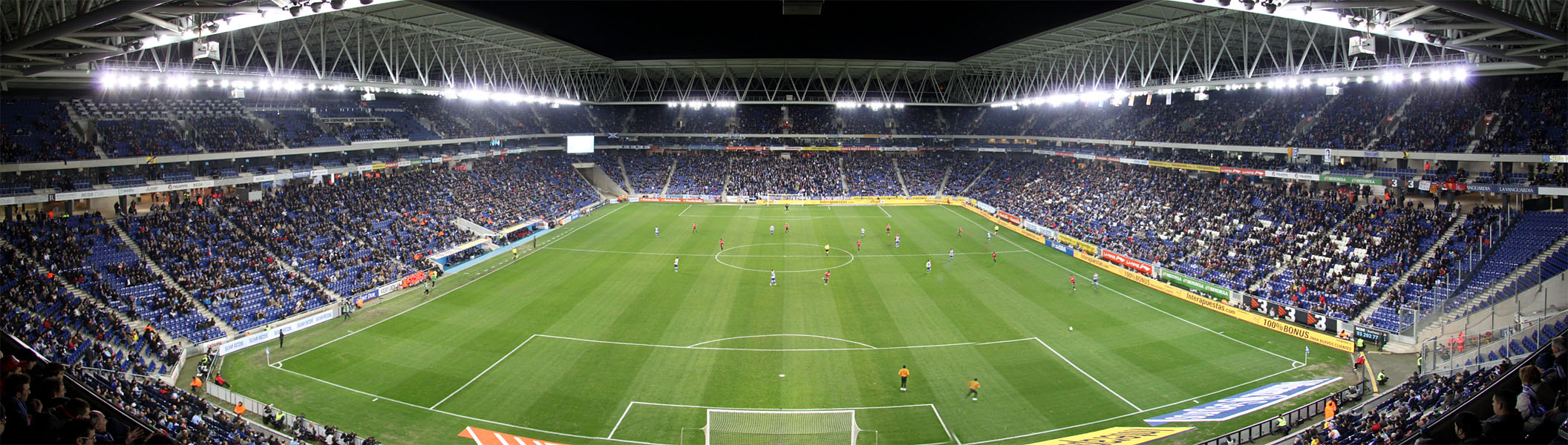
RCDE球场

## 球會榮譽
- 西班牙國王盃
  - 冠軍（4）：1929年、1940年、2000年、2006年
- 西班牙足球乙级联赛
  - 冠軍（2）：1993–94赛季、2020–21赛季

## 著名球員
- 里卡多·薩莫拉
- 里卡多·薩普里沙
- 迪斯蒂法诺
- 烏沙斯（英语：Ismael Urzaiz）
- 魯費迪（英语：Francisco Rufete）
- 達蒙度
- 阿兰·博格西安
- 丹尼爾·哈爾克
- 艾雲·迪拉彭拿
- 博爾哈·伊格萊西亞斯
- 迭戈·洛佩斯
- 武磊
- 哈維·普阿多

## 外部連結
- 官方网站（文） （西班牙文） （英文） （中文）